# S12 (Georgië)
De S12 (Georgisch: საერთაშორისო მნიშვნელობის გზა ს12, Saertashoriso mnishvnelobis gza S12, weg van internationaal belang S12), ook bekend als 'Samtredia - Lantsjchoeti - Grigoleti', is een 57 kilometer lange hoofdroute binnen het Georgische wegennet. De weg is de gehele Europese E692.

## Route
De S12 begint in Samtredia bij de kruising met de S1 naar Senaki (stad) en de Sh204 naar Achalsopeli. De weg loopt via Lantsjchoeti naar de S2 in de buurt van Grigoleti aan de Zwarte Zee en is daarmee de snelste verbinding tussen Tbilisi en Batoemi. De S12 komt door de regio's Imereti en Goeria. De S12 was een tweebaansweg door dorpen en steden, maar wordt sinds 2014 uitgebouwd naar een autosnelweg.
De S12 kruist bij Samtredia de Rioni, de grootste rivier van West-Georgië en volgt op diens linkeroever parallel aan de spoorlijn Samtredia - Batoemi de voet van het Goeriagebergte, een uitloper van het Meschetigebergte. Bij Grigoleti voegt de S12 zich bij de S2 / E70 naar Batoemi in het zuiden of Poti naar het noorden.

## Achtergrond
De S12 was binnen het Sovjet-wegnummeringssysteem dat begin jaren 1980 werd geïntroduceerd verdeeld over drie routes. Tussen Samtredia en Sadzjavacho maakte de weg deel uit van de R-7 die doorging naar Ozoergeti (Sadzjavacho - Ozoergeti is momenteel de nationale route Sh2). Na Sadzjavacho ging de route van de huidige S12 verder als R-26 tot Soepsa en de resterende 6 km naar Grigoleti R-76 werd genummerd. Vóór de jaren tachtig van de 20e eeuw was de route ongenummerd, zoals het geval was met de meeste Sovjetwegen.
In 1996 werd het moderne Georgische wegnummeringssysteem geïntroduceerd en werd de S12 als "Samtredia-Lantsjchoeti-Oereki" met een lengte van 56 kilometer vastgelegd. In latere jaren werd het westelijk uiteinde van de weg bij Grigoleti vastgelegd. De S12 verbeterde de langeafstandsverbinding met Adzjarië en integreerd de regio Goeria in het Georgische hoofdwegennet.

## Foto's

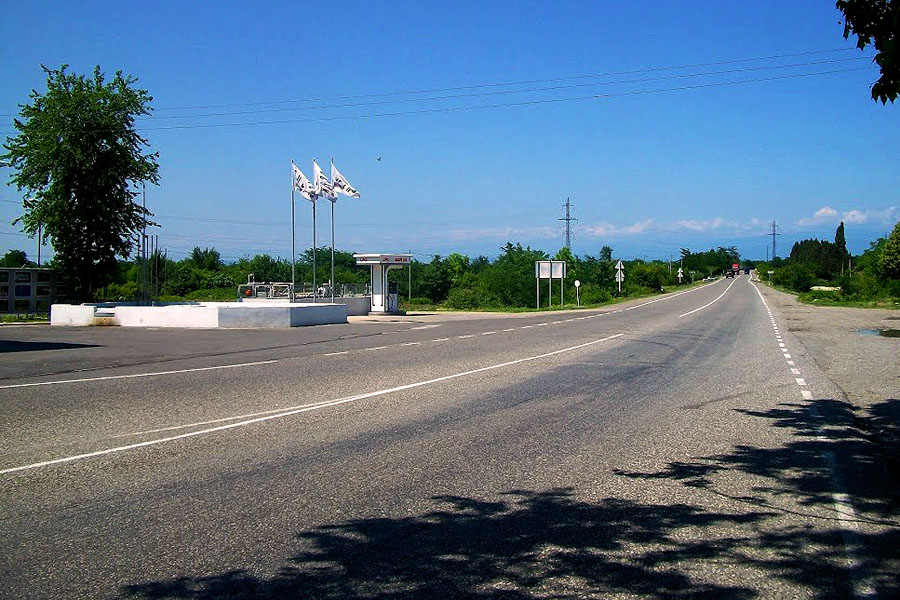
Tussen Samtredia en Dzjapana
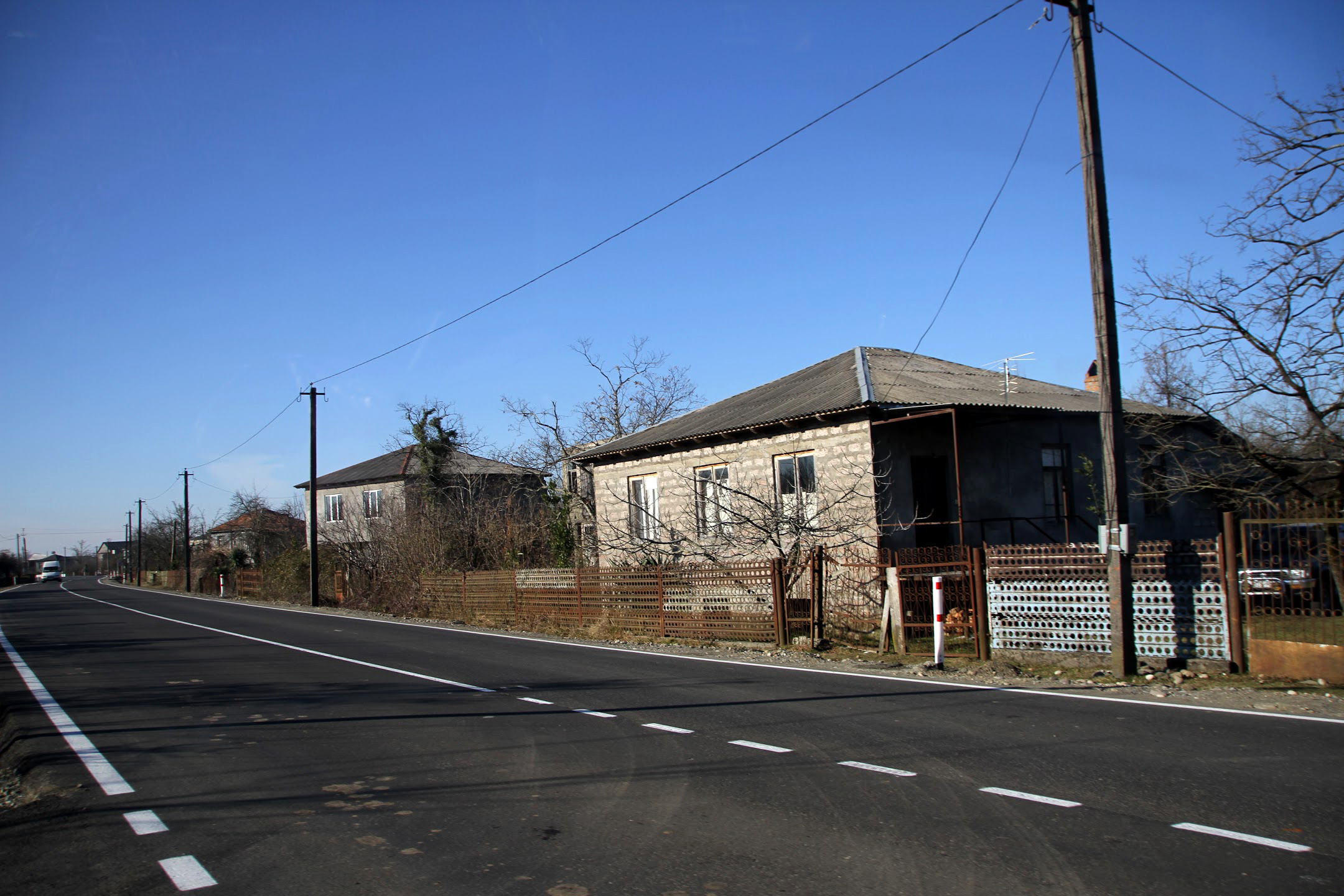
De S12 door Soepsa
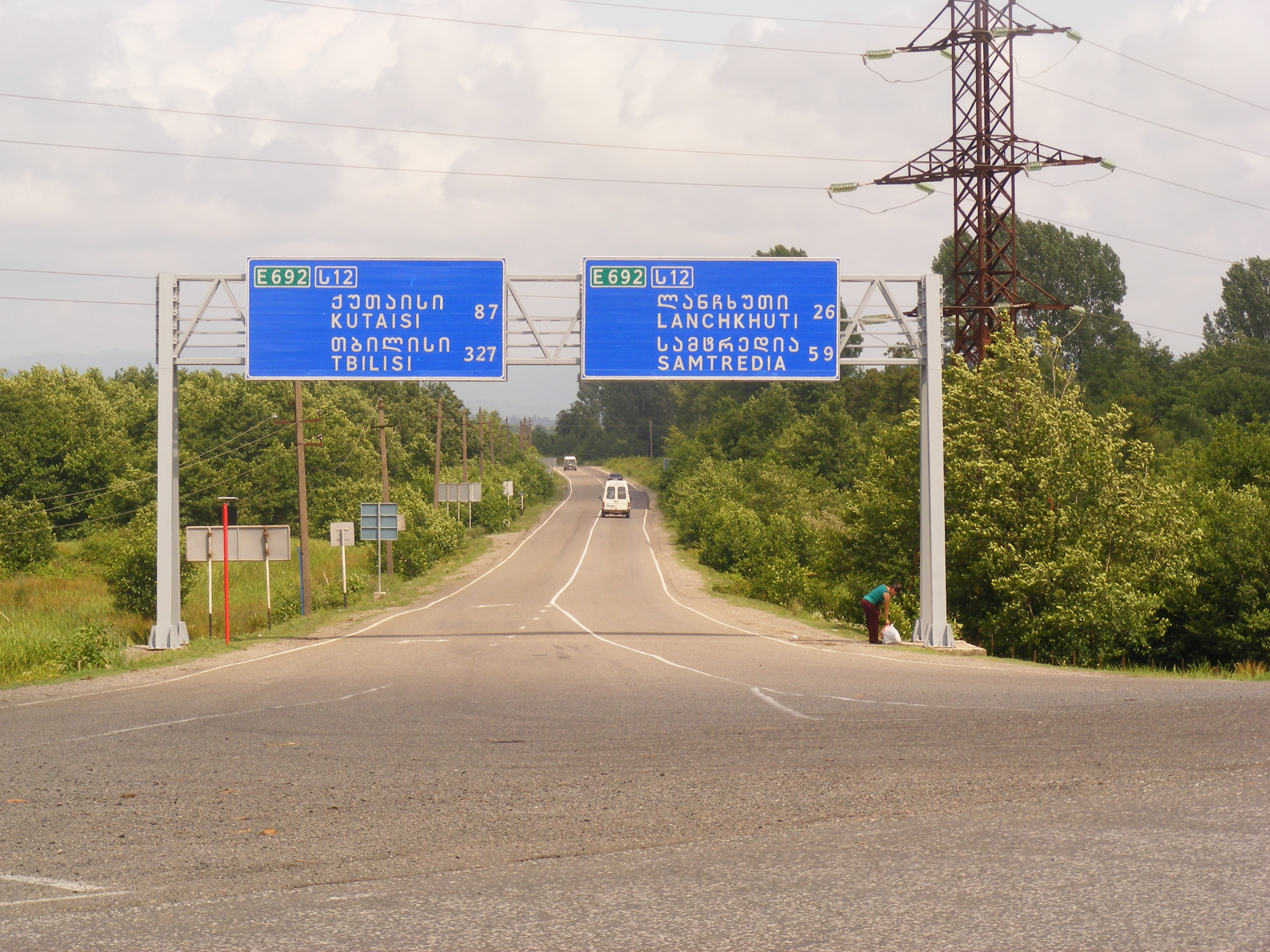
De S12/E692 bij Grigoleti

## Uitbouw naar autosnelweg

Herontwerp S12

Na verkenningen in 2009 en het verkrijgen van financiële steun werd in 2014 begonnen de S12 over de gehele lengte op te waarderen naar een autosnelweg met twee rijstroken in beide richtingen. De Europese Unie ondersteunde het project met een lening van de Europese Investeringsbank en een subsidie. Het project maakt deel uit van het East-West Highway-project, dat tot doel heeft een ruim 450 kilometer lange oost-west transportcorridor door Georgië naar hogere standaarden te brengen en daarmee Azerbeidzjan, Armenië en Turkije met elkaar te verbinden via de Georgische delen van de Europese E60 en E70.
Het opwaarderen van de S12 werd verdeeld in vier kavels, waarbij de S12 over de gehele lengte noordwaarts werd opgeschoven om geheel buiten de bebouwde kernen te liggen. Als gevolg van deze verlegging wordt de S12 ingekort tot 51,5 kilometer. De aansluiting van de S2 wordt verder naar het zuiden verplaatst, wat de afstand naar Batoemi met nog eens twee kilometer wordt ingekort. Hoogtepunten in de bouw zijn een nieuwe brug over de Rioni, gelegen in kavel 1 en een nieuwe brug over de Soepsa in kavel 4.
In de zomer van 2020 werd het eerste segment van de verlegde S12 opgeleverd als autosnelweg. Het betrof kavel 2 van 18,5 kilometer tussen Dzjapana en Lantsjchoeti, waarvan 14 kilometer werd geopend voor verkeer. In december 2022 volgde nog eens 9,5 kilometer van het vierde segment.
| Kavel                         | Van          | Tot          | Lengte  | Financiering | Constructeur                                | Begin bouw | Geopend   | Opmerkingen                                                                                     |
| ----------------------------- | ------------ | ------------ | ------- | ------------ | ------------------------------------------- | ---------- | --------- | ----------------------------------------------------------------------------------------------- |
| 1                             | Samtredia    | Dzjapana     | 11,5 km |              | Jeu Group (GE)                              | July 2014  |           | Tweemaal beëindigde contracten, arbitragezaken tegen Altcom (Oekraïne) en Accord (Azerbeidzjan) |
| 2                             | Dzjapana     | Lantsjchoeti | 18,5 km |              | Sinohydro (CN)                              | 2016       | Juli 2020 | 14 km tussen Dzjapana en Lantsjchoeti toeritten geopend.                                        |
| 3                             | Lantsjchoeti | Chadzjalia   | 12 km   |              | Hunan Road & Bridge Construction Group (CN) | 2018       |           | Contract Todini (Italië) beëindigd en arbitragezaak. In september 2022 bouw hervat.             |
| 4                             | Chadzjalia   | Grigoleti    | 9,5 km  |              | 23rd China Railway Bureau Group (CN)        | 2017       | Dec 2022  | Op 10 december 2022 geopend.                                                                    |
|                               |              |              | 51,5 km |              |                                             |            |           |                                                                                                 |
| ■ In aanleg ■ Bouw opgeschort |              |              |         |              |                                             |            |           |                                                                                                 |

### Vertragingen
De verbouwing van de S12 werd geplaagd door problemen met gecontracteerde bouwbedrijven uit China, Italië en Oekraïne. Contracten voor Kavel 1 en 3 werden in respectievelijk 2018 en 2020 beëindigd. Kavel 3 was het meest problematisch, waar gedurende de contractuele looptijd nauwelijks werk werd verricht. Er kwamen nieuwe aanbestedingsprocedures voor kavel 1 en 3. In september 2022 werd de bouw van kavel 3 herstart, nadat het Chinese Hunan Road & Bridge Construction Group gecontracteerd werd.
Daarnaast speelden problemen met de aankoop van de benodigde percelen een rol bij de vertraging, doordat de bouwcontracten al waren ondertekend en de contractuele oplevertermijn vast lag voordat de percelen aangekocht waren. Daar bovenop waren er problemen met landverzakkingen in het rivierbed van de Rioni. In februari 2023 stortte een brugdeel in van de nieuwe brug over de Rioni bij Samtredia, doordat een van de peilers verzakte. De brug is onderdeel van kavel 1.
In mei 2022 informeerde de Georgische minister van infrastructuur het parlement over internationale arbitragezaken tegen aannemers met als voornaamste doel miljoenen aan vooruitbetalingen terug te vorderen. Er werden rechtszaken aangespannen tegen de voormalige aannemers voor Kavel-1, Altcom (Oekraïne) en Accord (Azerbeidzjan), en Kavel-3, Todini (Italië). Volgens de Georgische regering won het de zaak tegen het Oekraïense Altcom, dat in 2013 met zijn werkzaamheden begon en verdween nadat slechts 2 kilometer van de 11,5 was aangelegd. In juli 2022 beweerde de Georgische regering dat ze ook de zaken tegen Accord en Todini had gewonnen.